# Jori Tokyo
Jori Tokyo (* 9. April 1973 als Johannes Riedmann in München) ist ein deutscher Künstler in den Bereichen Computerkunst, Performance und Klangkunst.

## Leben und Wirken
Aufgewachsen in Regensburg experimentiert Jori Tokyo zunächst mit Codes, algorithmischer Computergrafik und Klangerzeugung auf selbst modifizierten Heimcomputern wie Commodore 64, Apple II, Atari und Amiga.
2000 tritt er der Medienkunstgruppe Pomodoro Bolzano bei und entwickelt zusammen mit Max D. Well und Christian Wittkowsky zahlreiche Performances, digitale Skulpturen und interaktive, multimediale Installationen.
2005 erhält Jori Tokyo zusammen mit Pomodoro Bolzano einen Kulturpreis der Stadt Regensburg sowie eine Erwähnung im Hamburger Ziegel.
Das Medienkunst-Atelier Trendlabor wird zusammen mit Max D. Well für 2 Jahre in Regensburg gegründet.

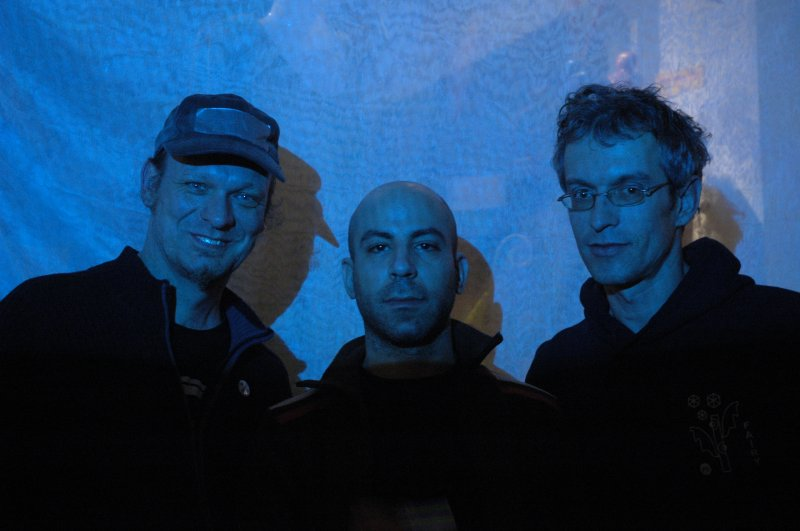
Pomodoro Bolzano

Seit 2006 beschäftigt sich Jori Tokyo mit den Möglichkeiten virtueller Performance als Avatar und der Gestaltung digitaler Multiples in der Online-3D-Infrastruktur Second Life.
Jori tritt dem 2006 entstandenen Avatar Orchestra Metaverse bei und entwickelt die kybernetischen Räume Trendlabor, Tokyo Dollz und Virtual Haidplatz.
Performances, kybernetische Skulpturen sowie Vorträge über Circuit bending, Sound Hacking und Avataristik stellen die Schwerpunkte des Künstlers dar.

Biotectures

## Ausstellungen
- 2005 Johannes Riedmann. Biotekturen, Sigismundkapelle, Regensburg
- 2005 Johannes Riedmann. NanoNoise 33,16, Kunstverein GRAZ, Regensburg
- 2007 xxxtenxion - dresscode avatar, Städtische Galerie Leerer Beutel, Regensburg
- 2007 Mobility, Haidplatz/Sigismundkapelle, Regensburg
- 2006 Grammar, Kunstverein GRAZ, Regensburg
- 2005 Fairy - 3 wishes, Kunstkaufhaus K2H, Regensburg
- 2004 Mobile Home, Kunstwerk, Köln
- 2004 Mobile Home, Galerie KunstStueck, Hamburg
- 2004 7up-Supafly, Performance Festival, Frankfurt

## Auszeichnungen
- 2005 einen Kulturpreis der Stadt Regensburg
- 2005 Eintrag in den Hamburger Ziegel